# Rock 'n' roll å droger
Rock 'n' roll å droger är en låt av den svenska punkrockgruppen Noice. Låten skrevs av basisten Peo Thyrén och utgör den sjunde låten på deras album Tonårsdrömmar, släppt 1979. 
"Rock 'n' roll å droger" handlar om rockstjärnor som använder farliga droger som dör av det och nämner i den första versen Rolling Stones-medlemmen Brian Jones som dog 1969 och i andra versen nämns Doors-sångaren Jim Morrison som dog 1971.

## Musiker
- Hasse Carlsson – sång/gitarr
- Peo Thyrén – elbas
- Freddie Hansson – klaviatur
- Robert Klasen – trummor